# Victor Antoni
Victor Antoni (* 23. November 1882 in Finstingen (heute Fénétrange, Bezirk Lothringen, Reichsland Elsaß-Lothringen); † 16. April 1966) war ein autonomistischer Regionalpolitiker im Lothringen der Dritten Französischen Republik und während der deutschen Besatzungszeit im Zweiten Weltkrieg.

## Leben

### Bis 1940
Antoni engagierte sich vor 1918 im Reichsland Elsaß-Lothringen als Katholik. Nach der Rückgliederung Lothringens an Frankreich wurde Antoni 1919 Mitglied der Union républicaine lorraine (URL). Aus der URL und den katholischen Vereinigungen ausgeschlossen gründete er die Union chrétienne-sociale, die später in Parti chrétien-social populaire umbenannt wurde. Zunächst Gemeinderat (Conseiller d’arrondissement) in Fénétrange (Finstingen), wurde er 1928 für Phalsbourg (Pfalzburg) und 1934 für Fénétrange zum Generalrat (conseiller général) gewählt. 1936 kandidierte er in Boulay (Bolchen) bei den Wahlen zur Abgeordnetenkammer (Chambre des députés). Im Vorfeld des Zweiten Weltkriegs wurde er 1939 von den französischen Behörden verhaftet und zusammen mit anderen autonomistischen, überwiegend elsässischen, Politikern in einem Militärgefängnis bei Nancy interniert (die sog. Nanziger, frz. Nancéiens). Nach dem Waffenstillstand wurde Antoni  im Juli 1940 an deutsche Truppen überstellt.

### Nach 1940
Nach seiner Rückkehr wurde Antoni von den deutschen Behörden im besetzten Lothringen zum Bürgermeister von Fénétrange ernannt. 1942 nahm er die deutsche Staatsangehörigkeit an und wurde 1943 Mitglied der NSDAP. Nach der Befreiung Frankreichs durch alliierte Truppen wurde Antoni 1945 verhaftet und zu einer Gefängnisstrafe verurteilt. 1949 wurde er aus der Haft entlassen und 1954 amnestiert.

## Autobiografie
- Grenzlandschicksal, Grenzlandtragik : Lebenserinnerungen und menschliche Betrachtungen eines Lothringers zu den politischen Irrungen und Wirrungen seiner Zeit, Finstingen : V. Antoni 1957; 1960